# 37699 Сантіні-Айхл
37699 Сантіні-Айхл (37699 Santini-Aichl) — астероїд головного поясу, відкритий 13 січня 1996 року.
Тіссеранів параметр щодо Юпітера — 3,139.
Названо на честь Яна Блажея Сантіні Айхла (чеськ. Jan Blažej Santini-Aichel, 1677-1723) — чеського архітектора доби пізнього бароко.